# Yves Castany
Pas d'image ? Cliquez ici

a Compétitions nationales et continentales officielles uniquement.

Yves Castany, né le 17 février 1940, est un joueur de rugby à XIII dans les années 1960 évoluant au poste d'ailier reconverti entraîneur.
En tant que joueur, il effectue sa carrière au sein du club de Perpignan du XIII Catalan et de Saint-Estève. Après sa carrière sportive, il devient entraîneur et y rencontre du succès avec l'équipe de Saint-Estève dont il obtient le titre de Championnat de France en 1993 et de la Coupe de France en 1993, ceci 20 ans après une première finale de Championnat de France perdue en 1975.

## Palmarès

### En tant qu'entraîneur
- Collectif :
  - Vainqueur du Championnat de France : 1993 (Saint-Estève).
  - Vainqueur de la Coupe de France : 1993 (Saint-Estève).
  - Finaliste du Championnat de France : 1975 et 1992 (Saint-Estève).